# The Sunday Telegraph
The Sunday Telegraph é um jornal broadsheet britânico, fundado em fevereiro de 1961, e é publicado pela Telegraph Media Group, uma divisão da News Corporation. É o jornal irmão do The Daily Telegraph, também publicado pela Telegraph Media Group, mas é administrado separadamente com uma equipe editorial diferente, embora haja algumas histórias e notícias cruzadas entre os jornais.